# L'Auberge rouge (2007)
L'Auberge rouge é um filme lançado em 2007 e dirigido por Gérard Krawczyk.
Trata-se de um remake do filme L'Auberge rouge de Claude Autant-Lara, de 1951, inspirado nos crimes da estalagem de Peyrebeille. Foi estrelado por Christian Clavier e Josiane Balasko. Nada tem a ver com o livro homônimo do escritor francês Balzac, pois enquanto o filme transcorre nos Pirenéus no final do século XIX, a novela de Balzac situa-se na Alemanha na época das Guerras Revolucionárias Francesas, com um enredo totalmente diferente.

## Sinopse
No final do século XIX, a sinistra Estalagem Coûteux ergue-se no meio das montanhas selvagens do maciço dos Pirenéus. O estabelecimento é administrado por Martin e Rose, um casal de estalajadeiros que regularmente faz com que Violet - seu filho adotivo surdo-mudo - assassine viajantes solitários para roubá-los. Numa noite de tempestade, o bom padre Carnus é responsável por um adolescente que ele deve conduzir para um mosteiro perdido nas montanhas.